# Kasimir IV. (Pommern)

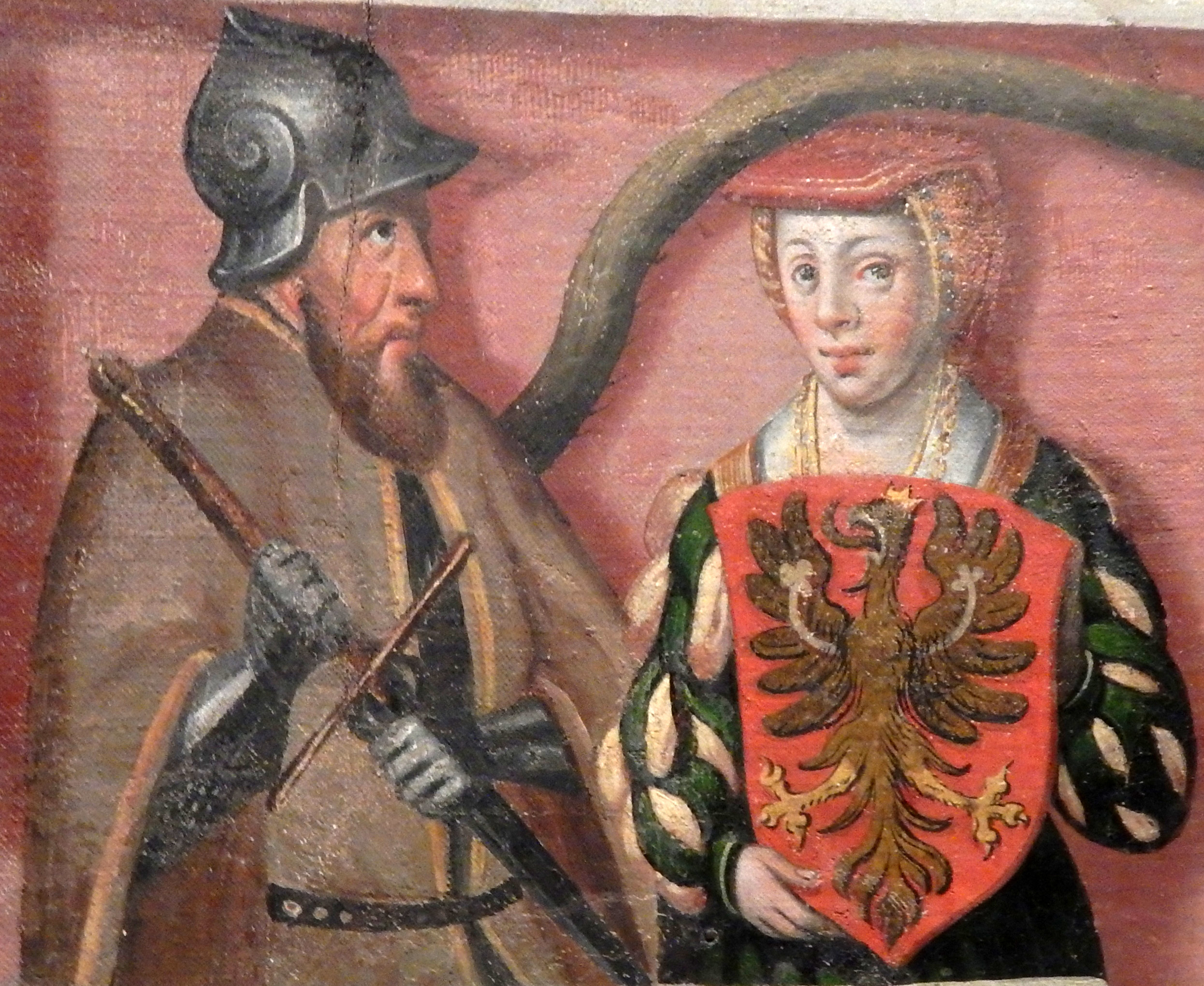
Kasimir IV. mit seiner zweiten Gemahlin Margaretha von Masowien, aus dem Stammbaum der Greifen von Cornelius Krommeny, 1598.

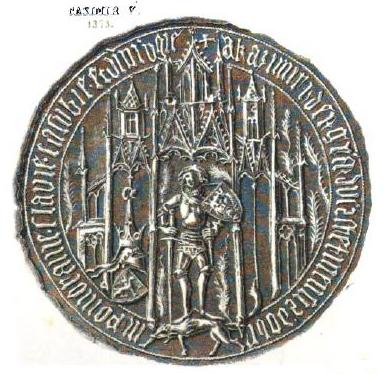
Siegel von Herzog Kasimir IV. aus 1373 – Nachzeichnung F.A. Vossberg 1854

Kasimir IV., nach anderer Zählung Kasimir V. (* um 1345; † 2. Januar 1377 in Bromberg) war ein Herzog von Pommern aus dem Greifenhaus.

## Leben und Leistungen
Kasimir IV. war der älteste Sohn von Herzog Bogislaw V. von Pommern-Stolp und seiner Gemahlin Elisabeth, der  ältesten Tochter von König Kasimir dem Großen von Polen. Kasimir wurde um 1345 (so Martin Wehrmann) oder genauer im Jahre 1351 (so Roderich Schmidt) geboren. Er wurde am Hofe seines Großvaters, Königs Kasimir, in Krakau erzogen, wie auch seine Schwester Elisabeth, die später Kaiser Karl IV. heiratete. Nach 1364 adoptierte König Kasimir seinen Enkel und beabsichtigte, ihn zu seinem Nachfolger auf dem polnischen Königsthron zu machen. Ferner setzte er ihn als Erben bedeutender Ländereien im nördlichen Polen ein, nämlich des Dobriner Landes und der Länder Lenczyce und Sieradz.
Nach dem Tode seines Großvaters im Jahre 1370 wurde nicht Kasimir, sondern König Ludwig der Große von Ungarn polnischer König. König Ludwig gab aus dem Erbe König Kasimirs lediglich einen Teil des für ihn bestimmten Länder heraus, nämlich das Dobriner Land und die Schlossbezirke Bromberg, Flatow und Deutsch Krone, die Herzog Kasimir zu Lehen nahm. Zudem übernahm Kasimir nach dem Tode seines Vaters im Jahre 1374 die Herrschaft im Herzogtum Pommern-Stolp, und zwar als Vormund für seine jüngeren Halbbrüder, die Herzöge Wartislaw VII., Bogislaw VIII. und Barnim V.
Kasimir IV. kämpfte für König Ludwig gegen Herzog Wladislaw den Weißen von Kujawien. Hier wurde er vor der Burg Zlotorya durch einen Steinwurf verwundet und starb bald darauf am 2. Januar 1377 in Bromberg. Er wurde in dem Zisterzienserkloster Byssow beigesetzt.
Das Dobriner Land behielt König Ludwig und gab es nicht an Kasimirs Erben, die Herzöge Wartislaw VII., Bogislaw VIII. und Barnim V., heraus. In der Regierung im Herzogtum Pommern-Stolp folgte zunächst Herzog Wartislaw VII., der anfangs zugleich für seine beiden jüngeren Brüder regierte.

## Ehen
Herzog Kasimir IV. war zweimal vermählt. In erster Ehe heiratete er Kenna, Tochter des Fürsten Olgerd von Litauen. Sie starb 1368. Darauf heiratete er im selben Jahr in zweiter Ehe Margaretha, Tochter von Herzog Siemowit III. von Masowien.
Er hatte keine Nachkommen. Seine Witwe Margaretha heiratete 1379 den Herzog Heinrich VIII. von Brieg.

## Zählung
Die Zählung der Herrscher des Greifenhauses ist seit jeher verwickelt. Von Alters her herrscht hier eine Ungleichheit, die manche Verwirrung hervorruft. Die modernere Zählung als Kasimir IV. ergibt sich, wenn man nur die Angehörigen des engeren Greifenhauses zählt. Zählt man hingegen einen Kasimir aus der Seitenlinie der Swantiboriden mit, so ergibt sich die Zählung als Kasimir V., die in der älteren Literatur üblich war.